# Jule Gregory Charney
Jule Gregory Charney (1. ledna 1917 San Francisco, Kalifornie – 16. června 1981, Boston, Massachusetts) 
byl americký meteorolog, který sehrál důležitou roli při tvorbě numerických predikcí počasí a také vysvětlování obecné cirkulace atmosféry. Vypracoval několik sérií matematických modelů atmosféry. Jeho výzkumy a studie byly důležitou součástí mnoha národních a mezinárodních iniciativ a programů o počasí.
Díky výsledkům jeho práce je nyní považován za zakladatele moderní dynamické meteorologie. Charneymu jsou připisovány zásluhy za "vedení poválečné evoluce moderní meteorologie více než jakákoli jiná bytost té doby"

## Vzdělání a kariéra
Charney vystudoval doktorát (Ph.D) v oboru fyzika na Kalifornské univerzitě v Los Angeles (anglicky University of California, Los Angeles, zkratka UCLA). Jeho dizertační práce nesla název "Dynamika dlouhých vln v baroklinickém západním proudu" (v origináluThe Dynamic of Long Waves in Baroclinic Westerly Current).
Charney svou kariéru započal na své alma mater, Kalifornské univerzitě v Los Angeles, kde 5 let působil jako instruktor fyziky a meteorologie. V roce 1946 se stal výzkumným spolupracovníkem na Univerzitě v Chicagu spolu s Carlem-Gustavem Rossbym.
Mezi lety 1947 a 1948, Charney vedl výzkumnou skupinu studentů Národní Výzkumné Rady na Univerzitě v Oslu v Norsku. Během tohoto roku vynalezl techniku, nyní známou jako kvazigeostrofický odhad (anglicky quasi-geostrophic approximation) pro kalkulaci rozsáhlých vln planetárního měřítka. Tato technika dále umožnila stručné matematické popisy velkoobjemových cirkulací v atmosféře a oceánech, což umožnilo funkčnost budoucích numerických předpovědí počasí. 

## Významné výsledky jeho práce

### Numerické modely počasí
V roce 1948 se Charney připojil do Institutu Pokročilých studií (anglicky Institute of Advanced Study, IAS) v Princetonu, kde zkoumal možnosti využití digitálních počítačů a dalších zařízeních pro potřeby předpovědi počasí, a stal se vedoucím meteorologické výzkumné skupiny. Spolu s matematikem Johnem von Neumannem se Charney výrazně angažoval ve výzkumu využívání moderních technologií pro zlepšení předpovědí počasí a hrál tak významnou roli při snaze integrovat mořský vzduch a jeho přeměnu na energii a vlhkost do studia meteorologie.

### Dynamická meteorologie a oceánografie
Roku 1956 Charney opustil IAS a stal se profesorem meteorologie a ředitelem projektu atmosférické a oceánské dynamiky na MIT, kde pracoval dalších 25 let. V rámci jeho působení na MIT významně přispěl k výzkumu atmosférické a oceánské dynamiky, včetně velko objemových atmosférických turbulencí, vztahem mezi atmosférou a oceánem nebo také přetrvávajícím efektem abnormálních vzorců toků v atmosféře a také vzájemném vztahu těchto efektů a jejich vlivů na povodně.
Mezi jeho další přelomový objev patří tzv. baroklinická nestabilita (anglicky baroclinic instability), ten byl dosud prvním přesvědčivým fyzikálním vysvětlením vzniku středně velkých cyklónů.
Mezi lety 1947–1977, Charney vedl ústav meteorologie na MIT a působil zde až do jeho smrti do roku 1981. Dodnes můžeme na MIT nalézt knihovnu na počest Charneyho, která se nachází v ústavu věd o Zemi, atmosféře a planetách.

### Charneyho zpráva
Charneyho zpráva (oficiálně Oxid uhličitý a klima: Vědecká studie) je vědecká studie zabývající se vlivem oxidu uhličitého na klima a jejím cílem bylo předpovědět možné důsledky zdvojnásobení CO2 v atmosféře. Je považována za jednu z prvních moderních studií o globálním oteplování.
V roce 1979, tak byla sestavena skupina vědců a pod záštitou Národní akademie věd, Národní akademie inženýrství a Institutu medicíny, vznikla tato studie, později známá jako Charneyho zpráva.
Hlavním výstupem studie je tzv. citlivost klimatu (anglicky climate sensitivity), která udává kolik stupňů Celsia se zvýší průměrná globální teplota, pokud dojde ke zdvojnásobení oxidu uhličitého v atmosféře.

Vědci došli k závěru, že ... "pokud dojde k zdvojnásobení koncentrace CO2 v atmosféře a dosažení termodynamické rovnováhy, dojde k oteplení o 2 °C až 3,5 °C a můžeme počítat s vyššími nárůsty teplot v severních zeměpisných šířkách".

## Medaile Jule G. Charney
Medaile Jule G. Charney (anglicky také the Jule Gregory Charney Award) je ocenění, které může jednotlivec získat, za významný objev nebo výzkum v oblasti atmosférických a hydrologických věd. Nominace přijímá Komise pro ceny za výzkum atmosféry (anglicky Atmospheric Research Awards Committee) a následně je schvaluje a vyhodnocuje Americký Spolek Meteorologie (anglicky také American Meteorological Society, zkratka AMS). 
Do roku 1982 se toto ocenění nazývalo Ocenění druhé poloviny století (anglicky také Second Half Century Award) a poprvé bylo uděleno v roce 1970, při příležitosti oslav 50 let od založení Amerického spolku meteorologie a bylo uděleno za významný posun ve výzkumu spektrometru na satelitu Nimbus III.

V roce 2024 toto ocenění získal Richard Seager za významnou a inovativní příspěvek při zkoumání povodní a such a za podání vysvětlení dopadů růstu skleníkových plynů na budoucí hydroklima. 